# 하미트 알튼토프
하미트 알튼토프(튀르키예어: Hamit Altıntop [haˈmit aɫˈtɯntop][*], 1982년 12월 8일, 노르트라인베스트팔렌주 겔젠키르헨 ~ )는 튀르키예의 옛 프로 축구 선수이다. 그는 다재다능한 미드필더로 수비나, 공격, 혹은 양쪽에서 모두 임무를 수행할 수 있다. 그는 멀리서 아름다운 슛을 쏠 수 있는 능력으로 잘 알려져 있다. 그는 할릴 알튼토프의 일란성 쌍둥이이기도 하며, 하미트가 10분 더 먼저 태어난 형이다.
알튼토프는 UEFA 유로 2008에서 튀르키예의 준결승 진출 주역이다. 대회 후, 그는 대회의 팀의 23인 중 1명으로 선정되었다. 그는 3-0으로 이긴 카자흐스탄과의 UEFA 유로 2012 예선전에서 기록한 골로 FIFA 푸슈카시상을 받기도 했다.

## 클럽 경력

### 샬케 04

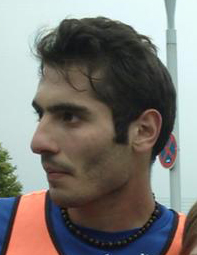
2005년, 샬케 04의 알튼토프

알튼토프는 인근의 독일 구단 바텐샤이트 09에서 2000년에 쌍둥이 동생과 데뷔했다. 성공적인 활약을 펼친 그는 대형 구단의 관심을 받았고, 2003년에 샬케 04로 이적해 처음에는 수비형 미드필더로 임무를 수행했다. 2006-07 시즌 여름 이적 시장에서, 샬케는 카이저슬라우테른에서 동생 할릴을 영입했다. 샬케 04는 슈투트가르트에 승점 2점 차로 분데스리가 준우승을 차지했다.

### 바이에른 뮌헨
알튼토프는 2007-08 시즌에 샬케 04에서 바이에른 뮌헨으로 자유 이적했다. 그는 브라질 리그 정상에 오른 상파울루를 상대로 바이에른 첫 득점을 기록했다. 뮌헨은 이 경기에서 그의 프리킥에 힘입어 2-1 승리를 거두었다. 뮌헨의 선발 선수들 중 한 명으로 출전한 그는 베르더 브레멘과의 DFB-리가포칼 경기에서 왼발로 30미터 거리에서 또다시 득점을 올렸다. 경기는 뮌헨의 4-1 승리로 끝났다.
2008년 알튼토프는 피토드리에서 열린 애버딘과의 UEFA컵 1차전 경기에서 논란의 페널티킥을 기록했다. 그가 찬 페널티킥은 애버딘의 제이미 랑필드가 막았다. 그러나, 알튼토프가 튀어나온 공을 집어넣었다. 경기는 2-2로 끝났다.
2009-10 시즌, 바이에른 뮌헨은 UEFA 챔피언스리그에 참가해 2010년 5월 22일 토요일에 레알 마드리드의 안방인 산티아고 베르나베우에서 열린 2010 UEFA 챔피언스리그 결승전까지 올라갔다. 그는 이 경기에서 선발로 출전한 후, 63분에 미로슬라프 클로제와 교체되어 나갔다.
2010년 6월 2일, 알튼토프는 바이에른 뮌헨과 1년 연장 계약을 맺었다. 그는 2010-11 시즌 이후 연장 계약 협상에서 결말에 다다르지 못해 바이에른에서 방출되었다. 따라서, 그는 자유 계약 상태가 되었다.

### 레알 마드리드
2011년 5월 19일, 알튼토프는 레알 마드리드에 자유 계약으로 합류했다고 밝혀졌다. 그는 스페인 구단과 4년 계약을 맺었다. 그의 9월 27일 산티아고 베르나베우 데뷔전 상대는 아약스로, 그는 UEFA 챔피언스리그 경기에서 84분에 메수트 외질과 교체되어 들어갔다. 그는 10월 15일, 베티스와의 경기에서 78분에 크리스티아누 호날두와 교체되어 산티아고 베르나베우에서 라 리가 첫 경기를 치렀다. 그의 첫 골은 12월 18일 세비야와의 라몬 산체스 피스후안 원정 경기에서 86분에 카림 벤제마와 교체로 들어가 89분에 샤비 알론소의 도움을 받아 기록했다. 2012년 1월 28일, 그는 사라고사와의 경기에서 처음으로 선발 출전해 90분을 소화했다. 그는 2012년 4월 4일, 산티아고 베르나베우에서 벌어진 APOEL과의 UEFA 챔피언스리그 2011-12 8강 경기에서 UEFA 챔피언스리그 첫 선발 출전을 했고, 이 경기도 90분을 소화했다.

### 갈라타사라이
2012년 7월 13일, 그는 갈라타사라이와 4년 계약을 맺고 레알 마드리드에서 €3.5M에 이적했다. 알튼토프는 2012-13 시즌과 2013-14 시즌에 연간 €2.4M을 받게 되었고, 경기당 €20,000의 추가 수당을 받게 되었다. 2012년 8월 12일, 그는 튀르키예 쉬페르 쿠파스 2012에서 갈라타사라이 첫 경기를 치렀고, 경기는 튀르키예 쿠파스를 우승한 페네르바흐체를 상대했다. 경기는 갈라타사라이가 3-2로 이겨 통산 12회 우승을 차지했다. 일주일 후, 그는 카슴파샤와의 경기에서 쉬페르리그 첫 경기를 치렀다. 알튼토프는 2013년 3월 12일, 친정 구단 샬케 04와의 UEFA 챔피언스리그 경기에서 37분에 30분 프리킥으로 첫 골을 기록해 승리에 일조했다.

## 국가대표팀 경력
알튼토프는 튀르키예가 참가한 UEFA 유로 2008의 5경기에 모두 출전했다. 그는 체코와의 경기에서 역전승을 거둘 당시 3골을 모두 도왔고, 크로아티아와의 8강 경기에서는 세 번째로 성공한 주자가 되었다. 뤼슈튀 레치베르가 이어서 나온 크로아티아 주자를 막아서면서, 튀르키예는 독일과 준결승전을 벌이게 되었다. 튀르키예의 파티흐 테림 감독은 대회의 처음 두 경기에서 우측 수비수로 기용되었는데, 이는 알튼토프가 당시 소속했던 바이에른 뮌헨에서 미드필더로 활약했기에 언론의 질타를 받았다. 스위스와의 경기 후, 테림은 대회의 나머지 경기에서 그를 미드필더로 배치했고, 이는 튀르키예 선수단과 자신의 기량을 향상시켰다. 그의 대담한 경기 방식은 튀르키예 중원에서 절대적인 지휘를 맡았고, 결정적인 패스를 공급했다. 그는 크로아티아와의 8강전 후 칼스버그에 의해 최우수 선수로 선정되었다. 대회 후, 알튼토프는 대회 최고의 거물들 중 하나로 꼽혔고, UEFA의 대회의 팀 23인 중 1인으로 선정되었다.
2011년 1월, 알튼토프는 2010년 9월 카자흐스탄과의 UEFA 유로 2012 예선전에서 기록한 골은 2010년 올해의 골로 선정되어 FIFA 푸슈카시상을 받았다.
그는 2011년 3월 30일, 2-0으로 이긴 오스트리아와의 경기에서 처음으로 국가대표팀 주장을 맡았다.

## 경력 통계

### 클럽
2016년 11월 27일 기준
| 클럽      | 클럽          | 클럽              | 리그 | 리그 | 컵              | 컵              | 리그 컵                | 리그 컵                | 대륙 | 대륙 | 합계 | 합계 |
| 시즌      | 클럽          | 리그              | 출장 | 골   | 출장            | 골              | 출장                   | 골                     | 출장 | 골   | 출장 | 골   |
| 독일      | 독일          | 독일              | 리그 | 리그 | DFB-포칼        | DFB-포칼        | DFB-리가포칼           | DFB-리가포칼           | 유럽 | 유럽 | 합계 | 합계 |
| --------- | ------------- | ----------------- | ---- | ---- | --------------- | --------------- | ---------------------- | ---------------------- | ---- | ---- | ---- | ---- |
| 2000–01   | 바텐샤이트 09 | 북부 레기오날리가 | 11   | 1    | —               | —               | —                      | —                      | —    | —    | 11   | 1    |
| 2001–02   | 바텐샤이트 09 | 북부 레기오날리가 | 31   | 4    | —               | —               | —                      | —                      | —    | —    | 31   | 4    |
| 2002–03   | 바텐샤이트 09 | 북부 레기오날리가 | 33   | 7    | —               | —               | —                      | —                      | —    | —    | 33   | 7    |
| 합계      | 합계          | 합계              | 75   | 12   | 0               | 0               | 0                      | 0                      | 0    | 0    | 75   | 12   |
| 2003–04   | 샬케 04       | 분데스리가        | 30   | 5    | 0               | 0               | —                      | —                      | 3    | 1    | 33   | 5    |
| 2004–05   | 샬케 04       | 분데스리가        | 30   | 0    | 6               | 1               | —                      | —                      | 8    | 0    | 44   | 1    |
| 2005–06   | 샬케 04       | 분데스리가        | 22   | 1    | 2               | 0               | 2                      | 0                      | 9    | 1    | 35   | 2    |
| 2006–07   | 샬케 04       | 분데스리가        | 31   | 2    | 2               | 0               | 2                      | 0                      | 2    | 0    | 37   | 2    |
| 합계      | 합계          | 합계              | 113  | 8    | 10              | 1               | 4                      | 0                      | 22   | 2    | 149  | 10   |
| 2007–08   | 바이에른 뮌헨 | 분데스리가        | 23   | 3    | 5               | 1               | 3                      | 1                      | 9    | 3    | 40   | 8    |
| 2008–09   | 바이에른 뮌헨 | 분데스리가        | 11   | 2    | 3               | 0               | —                      | —                      | 4    | 0    | 18   | 2    |
| 2009–10   | 바이에른 뮌헨 | 분데스리가        | 15   | 0    | 5               | 1               | —                      | —                      | 6    | 0    | 26   | 1    |
| 2010–11   | 바이에른 뮌헨 | 분데스리가        | 14   | 2    | 3               | 0               | —                      | —                      | 7    | 0    | 25   | 2    |
| 합계      | 합계          | 합계              | 63   | 7    | 16              | 2               | 3                      | 1                      | 26   | 3    | 86   | 13   |
| 스페인    | 스페인        | 스페인            | 리그 | 리그 | 코파 델 레이    | 코파 델 레이    | 수페르코파 데 에스파냐 | 수페르코파 데 에스파냐 | 유럽 | 유럽 | 합계 | 합계 |
| 2011–12   | 레알 마드리드 | 라 리가           | 5    | 1    | 3               | 0               | 0                      | 0                      | 4    | 0    | 12   | 1    |
| 합계      | 합계          | 합계              | 5    | 1    | 3               | 0               | 0                      | 0                      | 4    | 0    | 12   | 1    |
| 튀르키예  | 튀르키예      | 튀르키예          | 리그 | 리그 | 튀르키예 쿠파스 | 튀르키예 쿠파스 | 튀르키예 쉬페르 쿠파스 | 튀르키예 쉬페르 쿠파스 | 유럽 | 유럽 | 합계 | 합계 |
| 2012–13   | 갈라타사라이  | 쉬페르리그        | 29   | 0    | 1               | 0               | 1                      | 0                      | 9    | 1    | 40   | 1    |
| 2013–14   | 갈라타사라이  | 쉬페르리그        | 5    | 0    | 2               | 0               | 1                      | 0                      | 0    | 0    | 8    | 0    |
| 2014–15   | 갈라타사라이  | 쉬페르리그        | 23   | 1    | 4               | 1               | 0                      | 0                      | 5    | 0    | 32   | 2    |
| 2015–16   | 갈라타사라이  | 쉬페르리그        | 0    | 0    | 0               | 0               | 0                      | 0                      | 0    | 0    | 0    | 0    |
| 2015–16   | 갈라타사라이  | 쉬페르리그        | 3    | 0    | 1               | 1               | 0                      | 0                      | —    | —    | 4    | 1    |
| 합계      | 합계          | 합계              | 58   | 1    | 7               | 1               | 2                      | 0                      | 14   | 1    | 81   | 3    |
| 합계      | 독일          | 독일              | 253  | 27   | 26              | 2               | 7                      | 1                      | 48   | 5    | 335  | 35   |
| 합계      | 스페인        | 스페인            | 5    | 1    | 3               | 0               | —                      | —                      | 4    | 0    | 12   | 1    |
| 합계      | 튀르키예      | 튀르키예          | 60   | 1    | 8               | 2               | 2                      | 0                      | 14   | 1    | 84   | 4    |
| 경력 합계 | 경력 합계     | 경력 합계         | 318  | 29   | 37              | 4               | 9                      | 1                      | 66   | 6    | 431  | 40   |

1. ↑  DFL-슈퍼컵 경기 포함

### 국가대표팀
| 튀르키예 국가대표팀 | 튀르키예 국가대표팀 | 튀르키예 국가대표팀 |
| 연도                | 출장                | 골                  |
| ------------------- | ------------------- | ------------------- |
| 2004                | 6                   | 0                   |
| 2005                | 10                  | 0                   |
| 2006                | 11                  | 0                   |
| 2007                | 11                  | 2                   |
| 2008                | 9                   | 0                   |
| 2009                | 6                   | 1                   |
| 2010                | 9                   | 3                   |
| 2011                | 6                   | 0                   |
| 2012                | 9                   | 1                   |
| 2013                | 3                   | 0                   |
| 2014                | 2                   | 0                   |
| 합계                | 82                  | 7                   |

### 국가대표팀 득점 기록
아래의 점수에서 왼쪽의 점수가 튀르키예의 점수이다.
| #  | 날짜            | 경기장                                          | 상대       | 점수 | 최종결과 | 대회                  |
| -- | --------------- | ----------------------------------------------- | ---------- | ---- | -------- | --------------------- |
| 1. | 2007년 3월 28일 | 코메르츠방크 아레나, 프랑크푸르트 암 마인, 독일 | 노르웨이   | 1–2  | 2–2      | UEFA 유로 2008 예선전 |
| 2. | 2007년 3월 28일 | 코메르츠방크 아레나, 프랑크푸르트 암 마인, 독일 | 노르웨이   | 2–2  | 2–2      | UEFA 유로 2008 예선전 |
| 3. | 2009년 8월 12일 | 발레리 로바노우스키, 키예프, 우크라이나         | 우크라이나 | 3–0  | 3–0      | 친선경기              |
| 4. | 2010년 3월 3일  | BJK 이뇌뉘, 이스탄불, 튀르키예                  | 온두라스   | 2–0  | 2–0      | 친선경기              |
| 5. | 2010년 9월 3일  | 아스타나 아레나, 아스타나, 카자흐스탄           | 카자흐스탄 | 2–0  | 3–0      | UEFA 유로 2012 예선전 |
| 6. | 2010년 9월 7일  | 쉬크뤼 사라졸루, 이스탄불, 튀르키예             | 벨기에     | 1–1  | 3–2      | UEFA 유로 2012 예선전 |
| 7. | 2012년 5월 24일 | 레드 불 아레나, 잘츠부르크, 오스트리아          | 조지아     | 1–0  | 3–1      | 친선경기              |

## 수상

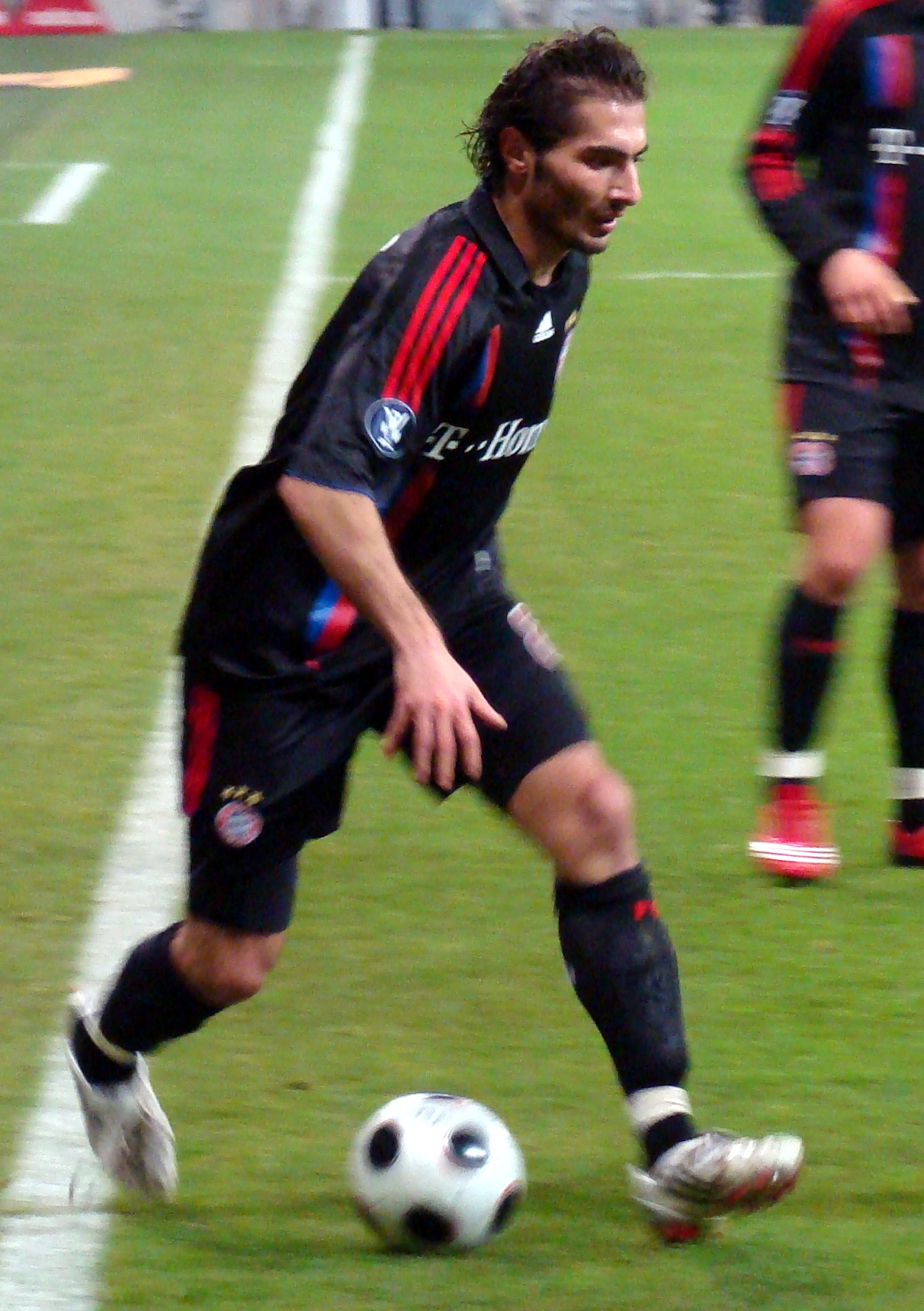
2008년, 바이에른 뮌헨의 알튼토프

### 클럽
샬케 04
- DFB-리가포칼: 2005

바이에른 뮌헨
- 분데스리가: 2007–08, 2009–10
- DFB-포칼: 2007–08, 2009–10
- DFB-리가포칼: 2007
- DFL-슈퍼컵: 2010
- UEFA 챔피언스리그 준우승: 2009–10

레알 마드리드
- 라 리가: 2011–12

갈라타사라이
- 쉬페르리그: 2012–13, 2014–15
- 튀르키예 쿠파스: 2013–14, 2014–15, 2015–16
- 튀르키예 쉬페르 쿠파스: 2012, 2013, 2015, 2016

### 개인
- FIFA 푸슈카시상: 2010
- UEFA 유로 2008 대회의 팀[9]

## 사생활
알튼토프는 이슬람 교도이다. 그는 인근 튀르키예 TV 방송 인터뷰에서 사춘기 시절부터 (이슬람 성월인 라마단마다) 단식을 준수했지만, 경기 일과 겹쳤을 때 더 힘들었지만, 이슬람 선수들은 성월이 되면 더 강력해진다 생각했다.
2014년, 알튼토프는 페이자 벨리와 이스탄불의 명성 높은 츠라안 궁전에서 결혼했다.

## 기타
하밋의 성 "알튼토프"은 글자 그대로 "황금공"의 뜻을 지닌다. 튀르키예어로 '알튼'은 '황금'이고 '톱'은 '공'이다.